# St Paul's Survives
St Paul's Survives (en español: «La Catedral de San Pablo Sobrevive») es una fotografía tomada en Londres durante el bombardeo aéreo nocturno del 29/30 de diciembre de 1940, la 114ª noche del Blitz, durante la Segunda Guerra Mundial. Muestra a la Catedral de San Pablo iluminada por los incendios y rodeada por el humo de los edificios en llamas. Fue tomada por el fotógrafo Herbert Mason en las primeras horas del 30 de diciembre desde la azotea de Northcliffe House, el edificio del Daily Mail en Tudor Street, cerca de Fleet Street.
La fotografía se ha convertido en un símbolo de la resistencia y el coraje británico, y es considerada una de las imágenes más simbólicas del Blitz. Se hizo «famosa al instante» y convirtió a la Catedral en un «símbolo de unión, supervivencia y sufrimiento». El ataque aéreo durante el cual se tomó la fotografía recibió el nombre de «Segundo Gran Incendio de Londres»: más de ciento sesenta personas murieron, más de quinientas resultaron heridas y se destruyeron cientos de edificios.

## ElBlitz
El Blitz (abreviatura del alemán Blitzkrieg, «guerra relámpago») fue el bombardeo estratégico sostenido del Reino Unido por la Alemania nazi entre el 7 de septiembre de 1940 y el 10 de mayo de 1941, durante la Segunda Guerra Mundial. Londres, la capital, fue bombardeada por la Luftwaffe durante cincuenta y siete noches consecutivas. Más de un millón de casas quedaron destruidas o dañadas en Londres, y más de cuarenta mil civiles murieron, la mitad de ellos en Londres.
Cuando se tomó la fotografía, casi todos los edificios situados alrededor de la Catedral de San Pablo estaban destruidos, y la catedral sobrevivía en medio de un páramo de destrucción. Su supervivencia se debió principalmente a los esfuerzos de un grupo especial de vigilantes de incendios a los que el primer ministro Winston Churchill encomendó proteger la catedral. Veintinueve incendiarias cayeron en la catedral y en sus alrededores inmediatos, y una de ellas ardió junto a la cúpula de plomo y amenazaba con caer en las vigas de madera de la cúpula. Los vigilantes hubieran tenido que trepar por las vigas para tener alguna posibilidad de apagarla, pero la bomba cayó del techo a la Galería de Piedra, donde fue extinguida rápidamente.

## La fotografía
La fotografía fue tomada el 29/30 de diciembre de 1940, la 114ª noche del Blitz. El jefe de fotografía del Daily Mail, Herbert Mason, estaba vigilando desde la azotea del edificio de su periódico, Northcliffe House, en Tudor Street, junto a Fleet Street. Las bombas alemanas destruyeron cientos de edificios esa noche y un espeso humo negro inundaba el aire. Mason quería conseguir una toma clara de San Pablo y esperó horas para que el humo se aclarara lo suficiente.
Al haber sido tomada en las primeras horas de la mañana del lunes, la imagen fue autorizada para su publicación en el Daily Mail del martes 31 de diciembre de 1940. Se convirtió en el elemento central de la portada, con una leyenda que decía War's Greatest Picture («mejor fotografía de la guerra»). La imagen fue recortada para omitir muchos de los edificios dañados. El Mail también publicó el relato del fotógrafo de cómo tomó la instantánea:

Enfocaba a intervalos, cuando la gran cúpula asomaba a través del humo. Los destellos de los numerosos incendios y las nubes de humo escondían su forma. Entonces se levantó un viento. De repente, la cruz brillante, la cúpula y las torres se destacaron como un símbolo en el infierno. La escena era increíble. En ese momento disparé la cámara.
Herbert Mason

Sin embargo, el relato de Mason no debería tomarse necesariamente en sentido literal. Un estudio detallado de Brian Stater ha mostrado que la imagen final fue fuertemente retocada en el estudio, y afirmó que «la mayor parte de la imagen ha sido modificada».